# Gibina, Razkrižje
Gibina este o localitate din comuna Razkrižje, Slovenia, cu o populație de 232 de locuitori.